# یوسف صمدزاده (تهیه‌کننده)
یوسف صمدزاده (زاده ۳۰ فروردین ۱۳۲۵ - مراغه) فیلم‌نامه‌نویس اهل ایران است.

## فیلم‌شناسی

### تهیه‌کننده
- من و شارمین (۱۳۹۴)
- عاشق‌ها ایستاده می‌میرند (۱۳۹۲)
- سه درجه تب (۱۳۸۹)
- سیزده گربه روی شیروانی (۱۳۸۲)
- دو نیمه سیب (۱۳۷۰)
- ملک خاتون (۱۳۶۹)

### بازیگر
- نیش زنبور (۱۳۸۸)
- اوینار (۱۳۷۰)
- گراند سینما (۱۳۶۷)
- ایستگاه (۱۳۶۶)
- گل مریم (۱۳۶۶)
- اتوبوس (۱۳۶۴)
- حصار (۱۳۶۲)
- مترسک (۱۳۶۲)